# Szthenelosz liguriai király
Szthenelosz (görög betűkkel Σθένελος, latinosan Sthenelus) Liguria mitikus királya. Felesége vagy szeretője Klümené ókeanisz, Ókeanosz egyik leánya. Ez a Klümené talán azonos a Hélioszhoz kapcsolódó Klümenével, eszerint fia, Küknosz és Phaethón nem csak barátok, hanem féltestvérek is voltak, ami magyarázatot adhat a két fiú erős kötődésére.
Liguria Itáliában fekszik, a mai Genova környékén, így a mítosz keletkezése nem lehet korábbi a liguriai görög gyarmatvárosok alapításánál. A korai szerzőknél Szthenelosz nem is szerepel a legendákban. Ovidius is épp csak említi a Cygnus fejezetben.